# Denise Cathilina
Denise Cathilina (Rio de Janeiro) é artista visual e professora com prática em gravura, fotografia, filme, videoinstalação e artes da cena. 

## Carreira
A artista trabalha na interseção entre arte e tecnologia com interesse na imagem técnica e seus desdobramentos na arte contemporânea. Em 1993 integrou a mostra coletiva Certa Fotografia, no Rio de Janeiro, com as artistas Rosangela Rennó Rocheli Costi, Rivane Neuenschwander, Paula Trope, entre outros.
Desde 1996 atua como professora da Escola de Artes Visuais do Parque Lage (EAV), no Rio de Janeiro. Em 1998 lecionou, em dupla com a fotógrafa Ruth Lifschits, o curso Introdução à Fotografia Contemporânea e em 1994 participou do 5o Mês da Fotografia com a oficina Cianótipo: Uma Experiência Fotossensível.
Em 2004 insere em suas pesquisas as investigações sobre Internet, web art e game art.
No ano de 2016, ao celebrar 20 anos como professora da EAV, a artista abriu a grande exposição individual e retrospectiva "Denise Cathilina: Fotografia Expandida", no Oi Futuro do bairro do Flamengo. Ocasião em que apresentou cerca de 20 obras.
Tendo trabalhado como curadora de exposições ao longo das últimas décadas, Denise Cathilina também já realizou mais de 30 exposições coletivas de jovens artistas.
Em 2019 proferiu o curso panorânico  "Os 100 primeiros anos da fotografia: uma história através das técnicas" na Fundação Nacional de Artes - Funarte, no Rio de Janeiro.
Atualmente a artista colabora com a Escola de Comunição da Universidade Federal do Rio de Janeiro (ECO-UFRJ) com oficinas e workshops sobre teoria e prática a partir da imagem técnica.

## Exposições
- 2017 Área de Transferência, Estudio Dezenove, Rio de Janeiro, Brasil
- 2016 Denise Cathilina: Fotografia Expandida, Oi Futuro Flamengo, Rio de Janeiro, Brasil
- 2015 Táticas da Imagem, Centro Municipal de Artes Helio Oiticica, Rio de Janeiro, Brasil
- 2011 Festival Internacional de Cultura Digital, Museu de Arte Moderna do Rio de Janeiro (MAM-Rio), Rio de Janeiro, Brasil
- 2006 Museu de Arte Contemporânea de Rosário, Rosário, Argentina
- 2003 Paço Imperial, Rio de Janeiro, Brasil
- Casa França-Brasil, Rio de Janeiro, Brasil
- Galerie GEDOK, Munique, Alemanha
- 1999 Mostra Rio Gravura. Espaço Gravado, Museu do Telephone, Rio de Janeiro, Brasil[8]
- 1993 Certa Fotografia, Rio de Janeiro, Brasil

## Cursos (seleção)
- Arte & Tecnologia
- Fotografia e Imagens Técnicas: desenvolvimento de projetos
- Fotografia Expandida
- A Fotografia Brasileira e o Modernismo
- Goma Bicromatada - As possibilidades de uma impressão fotográfica do século XIX
- Oficina Cianótipo - Uma experiência fotosesnsível
- Introdução à Fotografia Contemporânea[3] [6]